# Ubaidsko obdobje
Ubaidsko obdobje je prazgodovinsko obdobje v Mezopotamiji, ki je trajalo približno od leta 6500 do 3800 pr. n. št..   Ime je dobilo po arheološkem najdišču Tell Ubaid, kjer sta prva izkopavanja opravila angleški egiptolog in zgodovinar Henry Hall in kasneje britanski zgodovinar Leonard Woolley.
V južni Mezopotamiji je ubaidsko obdobje najstarejše znano obdobje, ki so ga odkrili nad rečnimi naplavinami, vendar se pod njimi verjetno  skrivajo ostanki še starejših kultur. Trajalo je približno od leta 6500 do  3800 pr. n. št. in se nadaljevalo z uruškim obdobjem.
V severni Mezopotamiji je trajalo samo približno  od  leta  5300 do 4300 pr. n. št.. Pred njim sta bili halafsko in halaf-ubaidsko prehodno obdobje, za njim pa pozna bakrena doba.

## Zgodovina raziskav
Izraz ubaidsko obdobje so skovali na konferenci v Bagdadu leta 1930, na kateri so opredelili tudi džemdet nasrsko in uruško obdobje.

## Datiranje in periodizacija
Ubaidsko obdobje se deli v tri glavne faze:
- Faza Ubaid 1, ki se včasih imenuje Eridu[6] (5300–4700 pr. n. št.), je bila omejena na skrajni južni del Iraka, ki je bil takrat na obali Perzijskega zaliva. V tej fazi, ki kaže jasne povezave s samarsko kulturo na severu, so nastala prva stalna naselja južno od izohiete  125 mm padavin. Prebivalci so utirali pot gojenju žit v izjemno sušnih pogojih, ki so jo omogočali visoki vodostaji rek v južni Mezopotamiji.[7]

- V fazi Ubaid 2 (4800–4500 pr. n. št.),[6] ki ima ime po istem tipskem najdišču, se je okoli velikih naselij razvilo namakalno poljedelstvo z obširno mrežo namakalnih kanalov, verjetno najprej v Čoga Mami (4700–4600), od koder se je hitro širilo po regiji. Namakalno poljedelstvo je zahtevalo kolektivno delo in centralizirano koordinacijo del.[8]

- Ubaid 3/4, včasih imenovan tudi Ubaid I in Ubaid II (4500-4000 pr. n. št.)[9] je bilo obdobje intenzivne in hitre urbanizacije in širjenja ubaidske kulture proti severu, kjer jo je privzela tudi halafska kultura.[10][11] Ubaidske artefakte so odkrili tudi vzdolž cele arabske obale, kar kaže na razvoj trgovanja, ki je potekalo od Sredozemskega morja do Omana.[12][13]

Arheološki dokazi kažejo, da se je arabsko/ubaidsko obdobje v vzhodni Arabiji in Omanskem polotoku okoli leta 3800 pr. n. št. nenadoma končalo. V tem obdobju je postalo podnebje še bolj sušno in povzročilo propad polpuščavskega nomadstva. Začelo se je tako imenovano »črno tisočletje«, za katero ni nobenega dokaza, da bi na tem ozemlju živeli ljudje.

## Značilnosti
Za ubaidsko kulturo so značilna vaška naselja z značilnimi pravokotnimi hišami iz opeke iz blata z več prostori in gradnja prvih templjev. Nastala so prva večja naselja s površino več kot deset hektarjev, obdana z vasmi, manjšimi od enega hektarja. Posoda je bila izdelana iz rumeno rjave ali zelenkasto obarvane keramike, okrašene z geometrijskimi vzorci v rjavi ali črni barvi. Na jugu je bilo orodje, pogosto tudi srpi, izdelano iz trde žgane gline. Na severu so zanj uporabljali kamen in včasih kovino. 
V ubaidskem obdobju (5000 – 4000 pr. n. št.) se je začel proces urbanizacije in udomačevanja živali, ki je segal na sever do Male Azije in gorovja Zagros.

## Družba
Študije, ki temeljijo na analizi grobnih pridatkov, kažejo, da se je v ubaidskem obdobju enakopravnost zmanjšala in družba se je  vedno bolj razslojevala. Bogucki razslojevanje povezuje z zmanjšanjem družbene mobilnosti, Morton Fried in Elman Service pa trdita, da je bilo posledica nastanka elitnega razreda dednih plemenskih poglavarjev ter upravnikov templjev in skladišč žita, ki so bili odgovorni za posredovanje v sporih znotraj skupine in vzdrževanje družbenega reda. Zdi se, da različne kolektivne metode za reševanje sporov, katere Thorkild Jacobsen imenuje primitivna demokracija, za potrebe lokalnih skupnosti niso več zadostovale.
Ubaidska kultura, ki je nastala na jugu Mezopotamije, kaže jasne povezave z zgodnejšimi kulturami iz srednje Mezopotamije. Pojava ubaidskega ljudstva se je včasih povezovala s tako imenovanim sumerskim problemom, povezanim z izvorom sumerske civilizacije. Ne glede na etnični izvor te skupine, se je v tej kulturi prvič pojavila jasna tristranska socialna delitev na kmete, ki so bili odvisni od svojega pridelka in živine, nomadske pastirje, ki so bili odvisno od svojih čred, ter  lovce in ribiče z arabskega primorja, ki so bili odvisni od ulova in živeli v kočah iz ločja.
V Kuvajtu so odkrili ostanke čolnov, ki kažejo, da jadranje poznali že v obdobju Ubaid 3.